# Polygonia
Polygonia (del griego πολύς - polys, "muchos" y γωνία - gōnia,  "ángulo" es un género de lepidópteros perteneciente a la subfamilia  Nymphalinae en la familia Nymphalidae. Muchos miembros del género pasan el invierno en el estadio adulto.  La especie Polygonia interrogationis es migratoria,

## Especies
Lista de especies.
- Polygonia c-album (Linnaeus, 1758)
- Polygonia c-aureum (Linnaeus, 1758)
- Polygonia comma (Harris, 1842)
- Polygonia egea (Cramer, 1775)
- Polygonia faunus (Edwards, 1862)
- Polygonia g-argenteum Doubleday & Hewitson, 1846
- Polygonia gigantea (Leech, 1883)
- Polygonia gracilis (Grote & Robinson, 1867)
- Polygonia haroldii Dewitz, 1877
- Polygonia interposita (Staudinger, 1881)
- Polygonia interrogationis (Fabricius, 1798)
- Polygonia oreas (Edwards, 1869)
- Polygonia progne (Cramer, 1775)
- Polygonia satyrus (Edwards, 1869)
- Polygonia undina (Grum-Grshimailo, 1890)
- Polygonia zephyrus (Edwards, 1870)

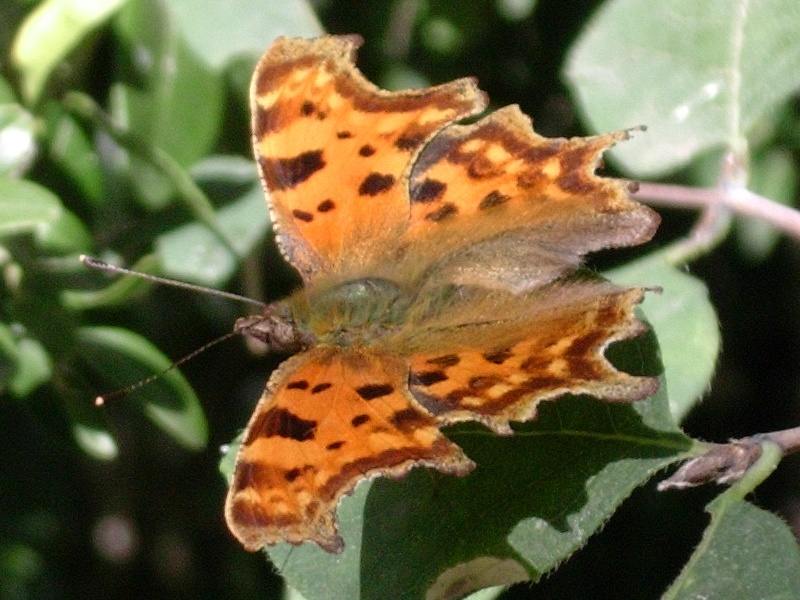
Polygonia c-album
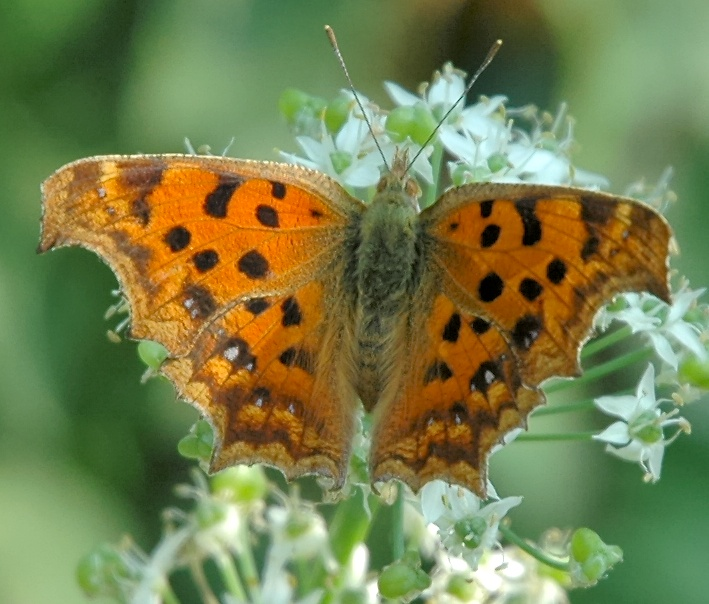
Polygonia c-aureum
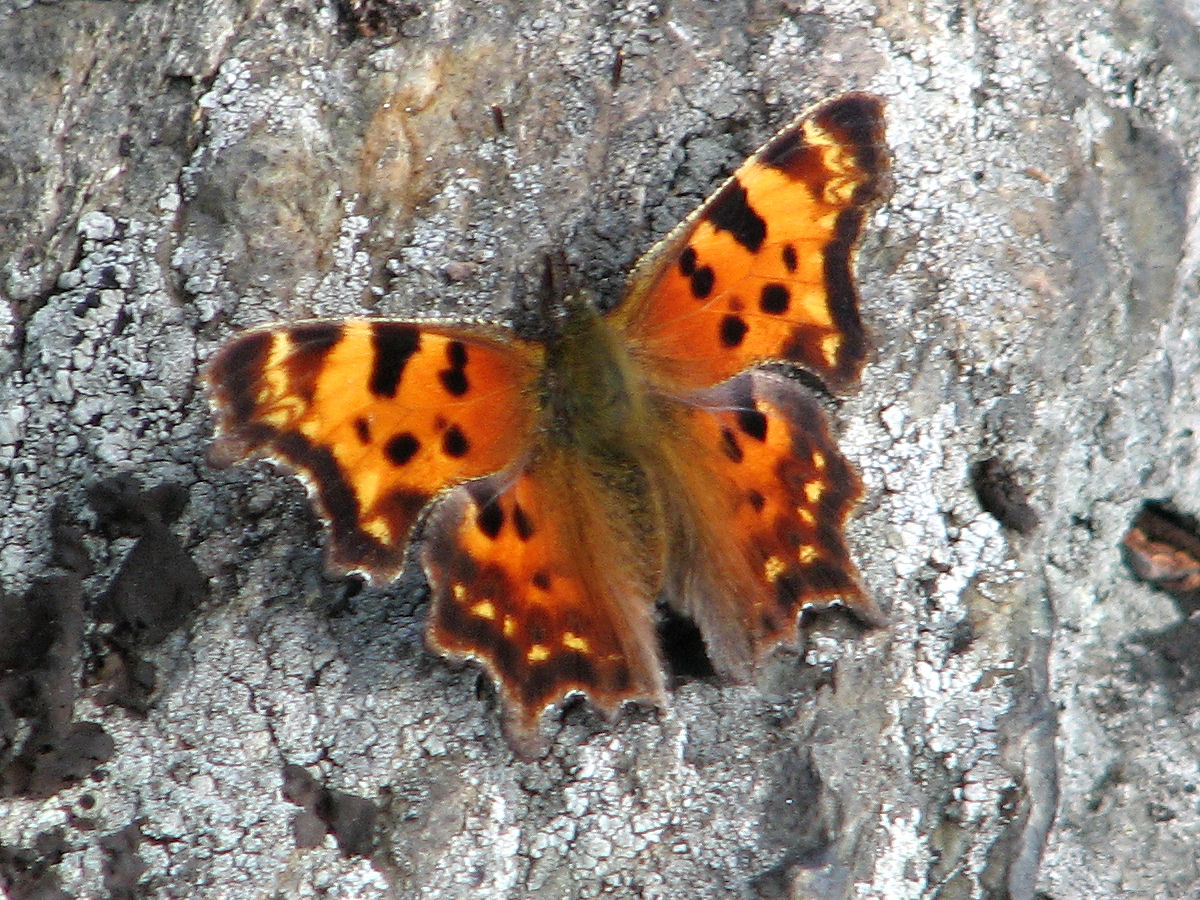
Polygonia comma
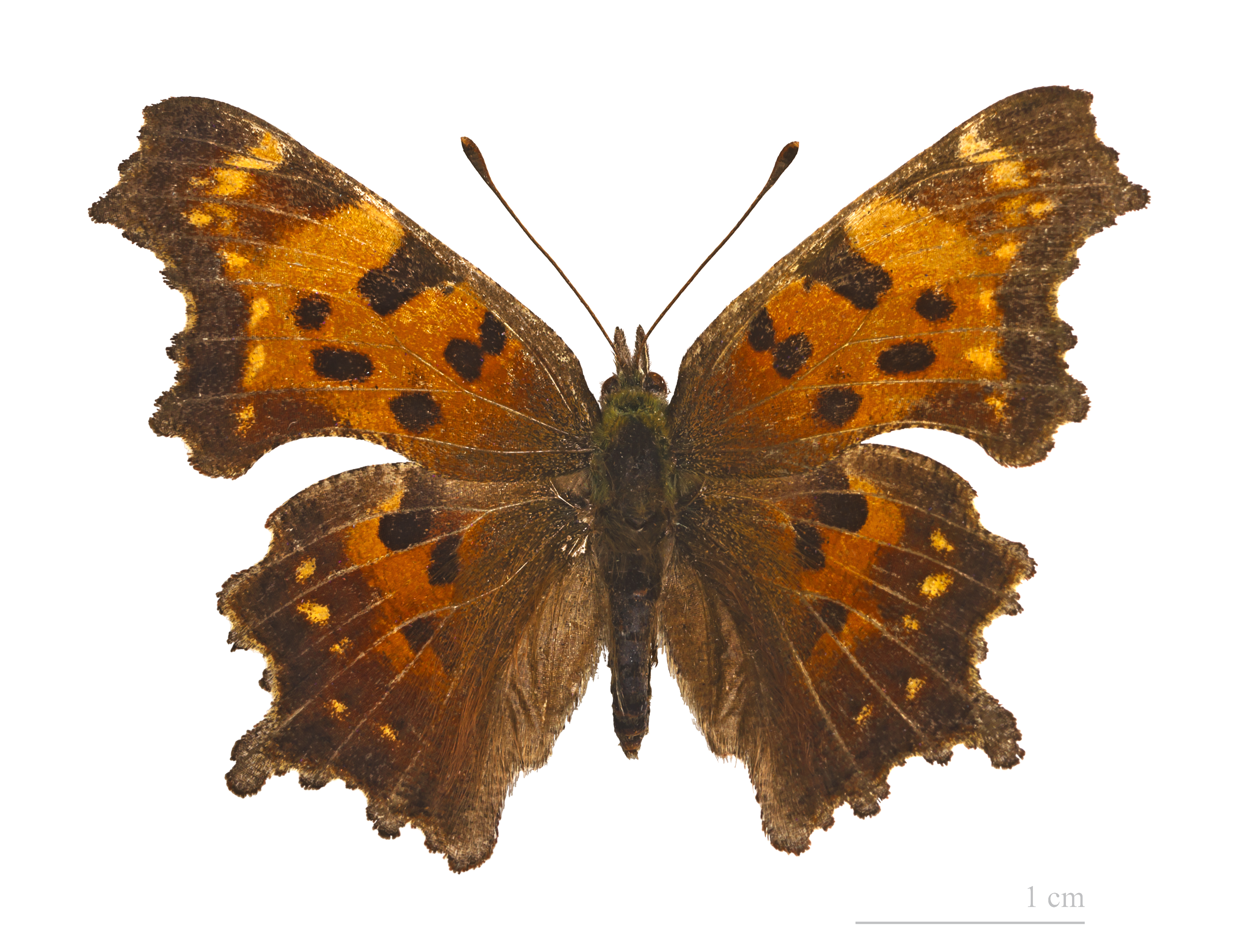
Polygonia faunus
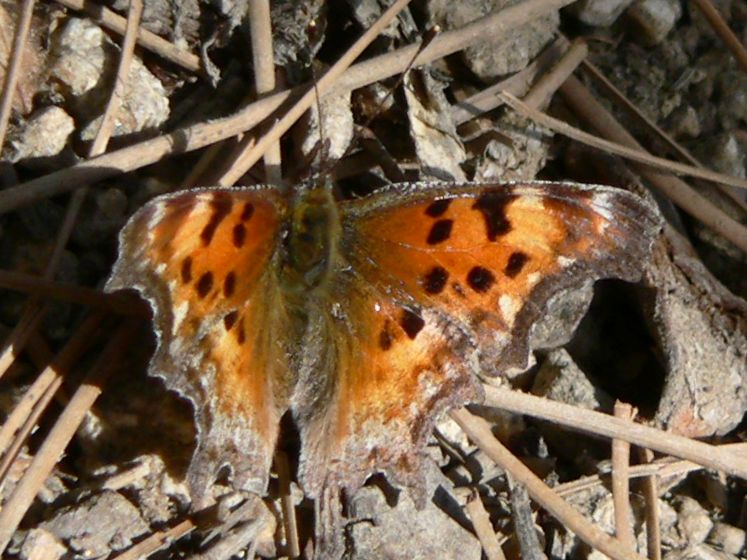
Polygonia gracilis